# Meitzendorf
Meitzendorf is een plaats in de Duitse gemeente Barleben in deelstaat Saksen-Anhalt. De plaats in de Landkreis Börde telt 1.140 inwoners.